# Ifjúsági olimpiai játékok
Az ifjúsági olimpiai játékok egy nemzetközi, több sportágat magába foglaló eseménysorozat, amelyen 14 és 18 év közötti versenyzők vehetnek részt. 2007. július 6-án a Nemzetközi Olimpiai Bizottság (NOB) a Guatemalavárosban tartott 119. ülésszakán döntött arról, hogy létrehozza az ifjúsági olimpiai játékokat. Az olimpiai játékokhoz hasonlóan a nyári, illetve téli ifjúsági olimpiákat is négyévente rendezik meg, azonban az ifjúságiakban a téli játékok lesznek az olimpiád első, a nyáriak pedig a harmadik évében.
A NOB 2008. február 21-én hozott döntése alapján az első nyári ifjúsági olimpiának 2010. augusztus 14-től 26-ig Szingapúr adhatott otthont.
A korábban már 2 „felnőtt” olimpiát is megrendező ausztriai Innsbruck kapta az első téli ifjúsági olimpia rendezési jogát.

## Az ifjúsági olimpiai játékok helyszínei
| Nyári ifjúsági olimpiai játékok | Nyári ifjúsági olimpiai játékok      | Nyári ifjúsági olimpiai játékok | Nyári ifjúsági olimpiai játékok | Téli ifjúsági olimpiai játékok | Téli ifjúsági olimpiai játékok      | Téli ifjúsági olimpiai játékok | Téli ifjúsági olimpiai játékok |
| Év                              | Esemény                              | Rendező                         | Rendező                         | Év                             | Esemény                             | Rendező                        | Rendező                        |
|                                 |                                      | Város                           | Ország                          |                                |                                     | Város                          | Ország                         |
| ------------------------------- | ------------------------------------ | ------------------------------- | ------------------------------- | ------------------------------ | ----------------------------------- | ------------------------------ | ------------------------------ |
| 2010                            | I. nyári ifjúsági olimpiai játékok   | Szingapúr                       | Szingapúr                       | 2012                           | I. téli ifjúsági olimpiai játékok   | Innsbruck                      | Ausztria                       |
| 2014                            | II. nyári ifjúsági olimpiai játékok  | Nanking                         | Kína                            | 2016                           | II. téli ifjúsági olimpiai játékok  | Lillehammer                    | Norvégia                       |
| 2018                            | III. nyári ifjúsági olimpiai játékok | Buenos Aires                    | Argentína                       | 2020                           | III. téli ifjúsági olimpiai játékok | Lausanne                       | Svájc                          |
| 2026                            | IV. nyári ifjúsági olimpiai játékok  | Dakar                           | Szenegál                        | 2024                           | IV. téli ifjúsági olimpiai játékok  | Kangvon                        | Dél-Korea                      |
| 2030                            | V. nyári ifjúsági olimpiai játékok   |                                 |                                 | 2028                           | V. téli ifjúsági olimpiai játékok   |                                |                                |